# 阿不都力提甫·阿不都热依木
阿不都力提甫·阿不都热依木（維吾爾語：ئابدۇلىتىپ ئابدۇرېھىم‎，拉丁维文：Abdulitip Abdurëhim，1946年11月—），又称阿布力提甫·阿布都热依木，男，维吾尔族，新疆和田人，中华人民共和国伊斯兰教大毛拉，曾任新疆维吾尔自治区政协副主席，中国伊斯兰教协会副会长。